# Sibirjakov ø
Sibirjakov ø (russisk Остров Сибирякова, Ostrov Sibirjakova), også kaldet Kuzkin ø (Кузькин остров), er en ø på 800 km2 i Karahavet i Rusland. Øen er 38 km lang og 27 km bred og dækket af tundravegetation. 
Øen ligger nord for estuaret for Jenisej, omkring 35 km fra kysten.
Havet omkring Sibirjakov ø er fyldt af pakis om vinteren og selv om sommeren er det mange isbjerge. Sundet mellem Sibirjakov ø og fastlandet kaldes Vostotsjnyj Proliv.
Øen hører administrativt til Krasnojarsk kraj og er en del af Det store arktiske statslige naturreservat, det største naturreservatet i Rusland og Europa. 
Øen er opkaldt efter Aleksandr Mikhajlovitsj Sibirjakov, en guldmineejer i Rusland. Sibirjakov finansierede ekspeditioner til Sibirien, som den Adolf Erik Nordenskiöld tog del i. 

## Nærliggende øer
12 km nord for Sibirjakov ø ligger en lille gruppe på tre øer kaldet Nosok ø.
72°54′N 79°11′Ø / 72.9°N 79.18°Ø